# Xavier Mous
Xavier Mous (Haarlem, 4 agosto 1995) è un ex calciatore olandese, di ruolo portiere.

## Carriera
Ha sempre giocato nel campionato olandese di calcio.